# Puchar Świata w biegach narciarskich 2012/2013
Sezon 2012/2013 Pucharu Świata w biegach narciarskich rozpoczął się 24 listopada w szwedzkim Gällivare, a zakończył 24 marca, w szwedzkim Falun podczas cyklu „Finału Pucharu Świata”.
Obrończynią Pucharu Świata wśród kobiet była Norweżka Marit Bjørgen, a wśród mężczyzn Szwajcar Dario Cologna.
Kryształową kulę wśród kobiet zdobyła Polka Justyna Kowalczyk (po raz czwarty w karierze), a wśród mężczyzn Norweg Petter Northug (po raz drugi, poprzednio w sezonie 2009/2010).

## Zwycięzcy

### Kobiety

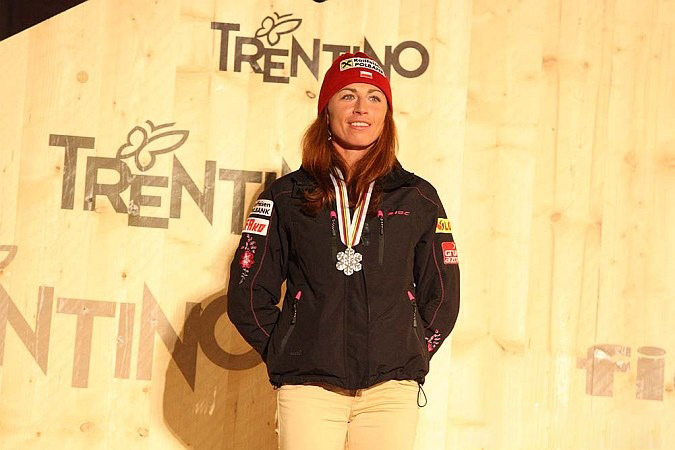
Justyna Kowalczyk – zwyciężczyni klasyfikacji generalnej Pucharu Świata, zwyciężczyni Tour de Ski, zwyciężczyni klasyfikacji biegów dystansowych
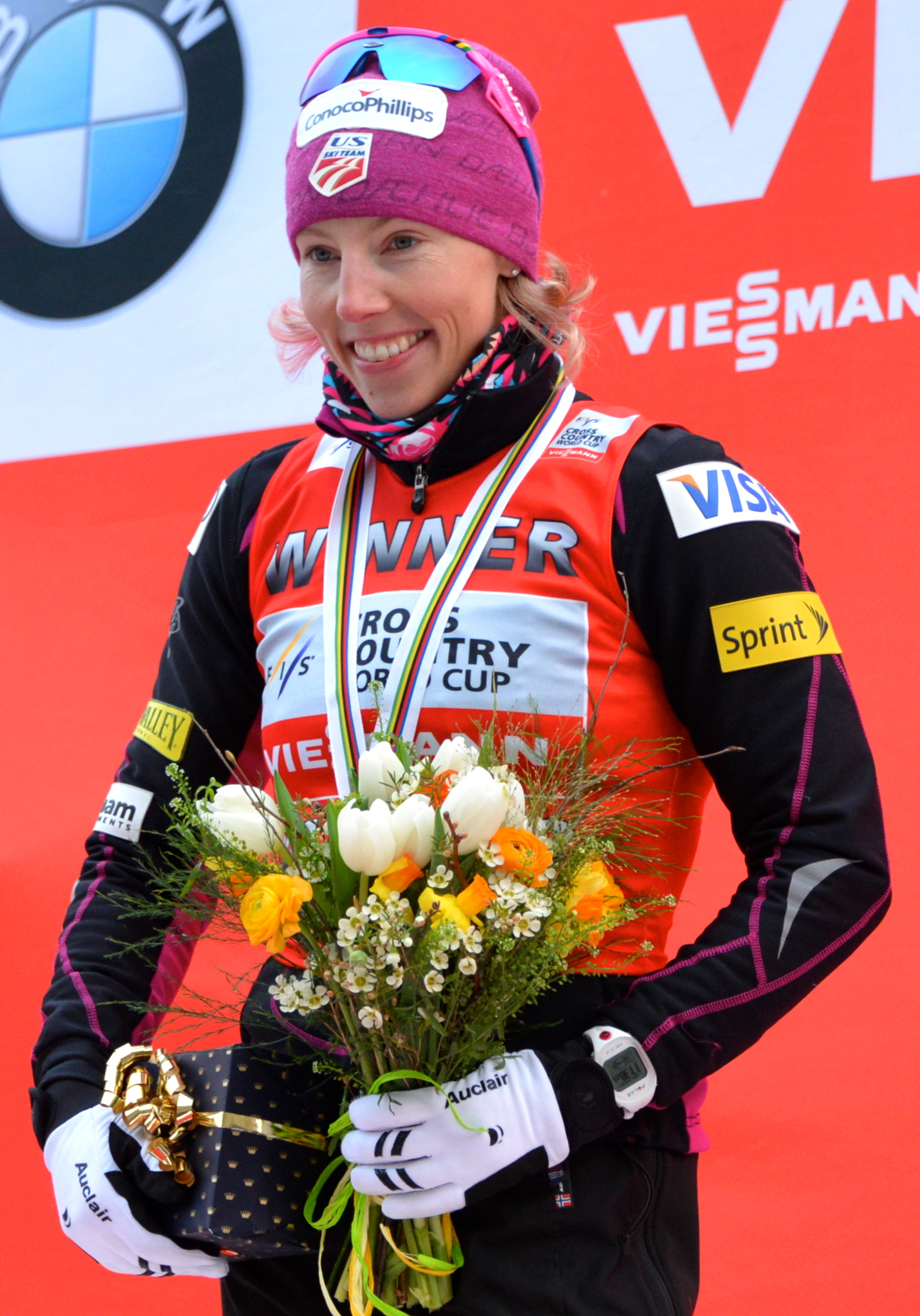
Kikkan Randall – zwyciężczyni klasyfikacji sprintów
Reprezentacja Norwegii – zwycięzca klasyfikacji Pucharu Narodów

### Mężczyźni

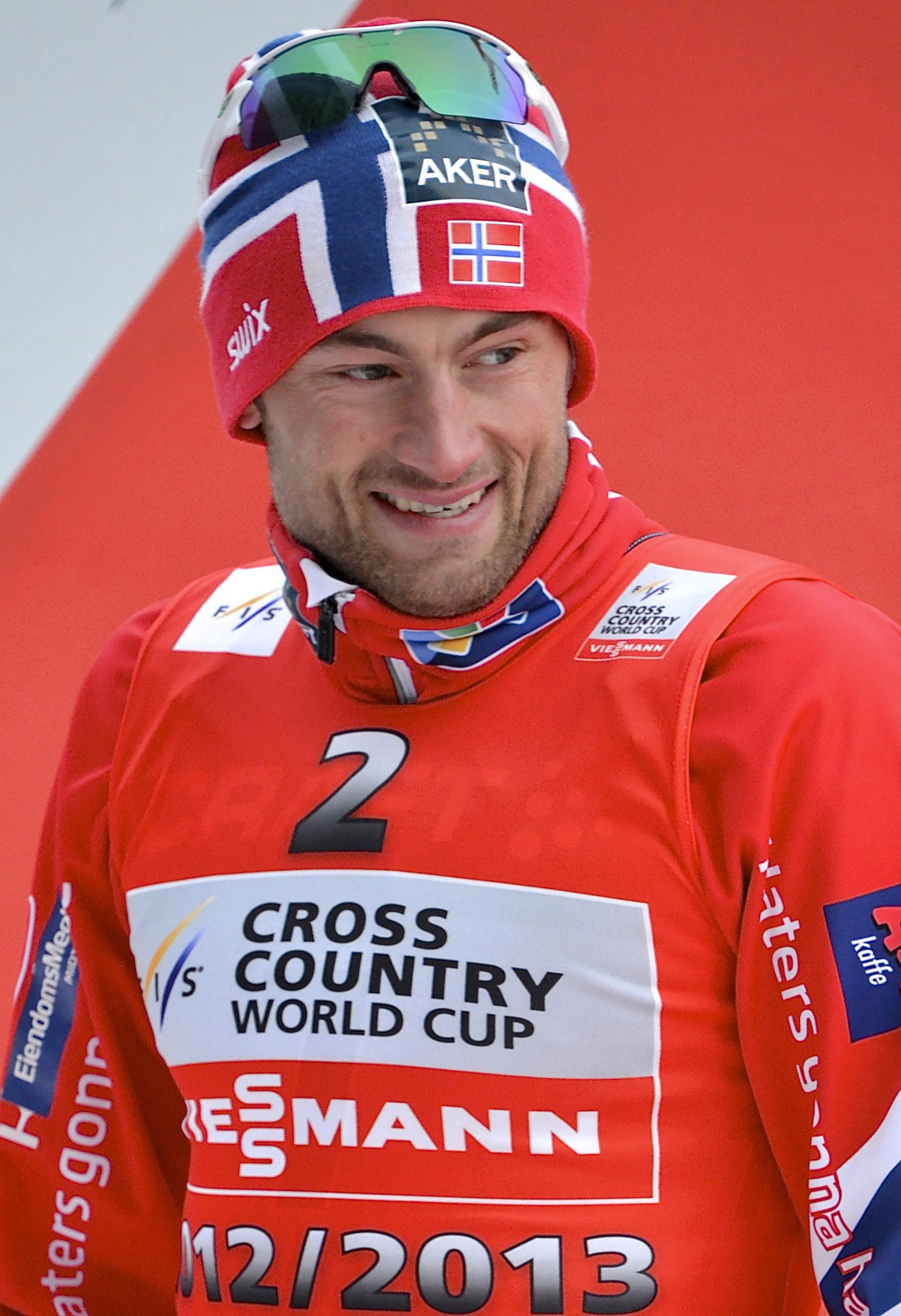
Petter Northug – zwycięzca klasyfikacji generalnej Pucharu Świata
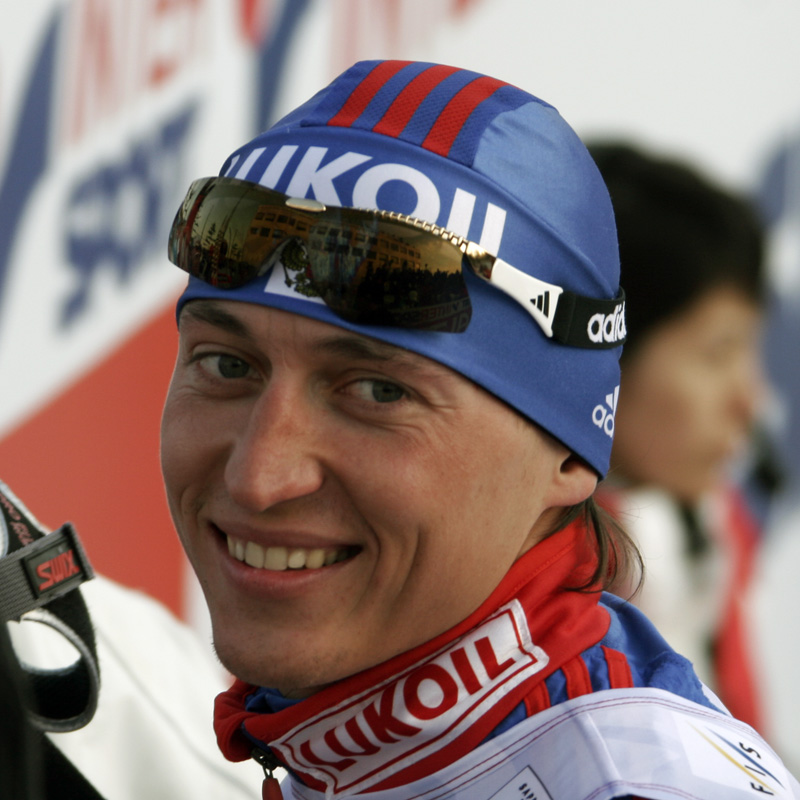
Aleksandr Legkow – zwycięzca Tour de Ski, zwycięzca klasyfikacji biegów dystansowych
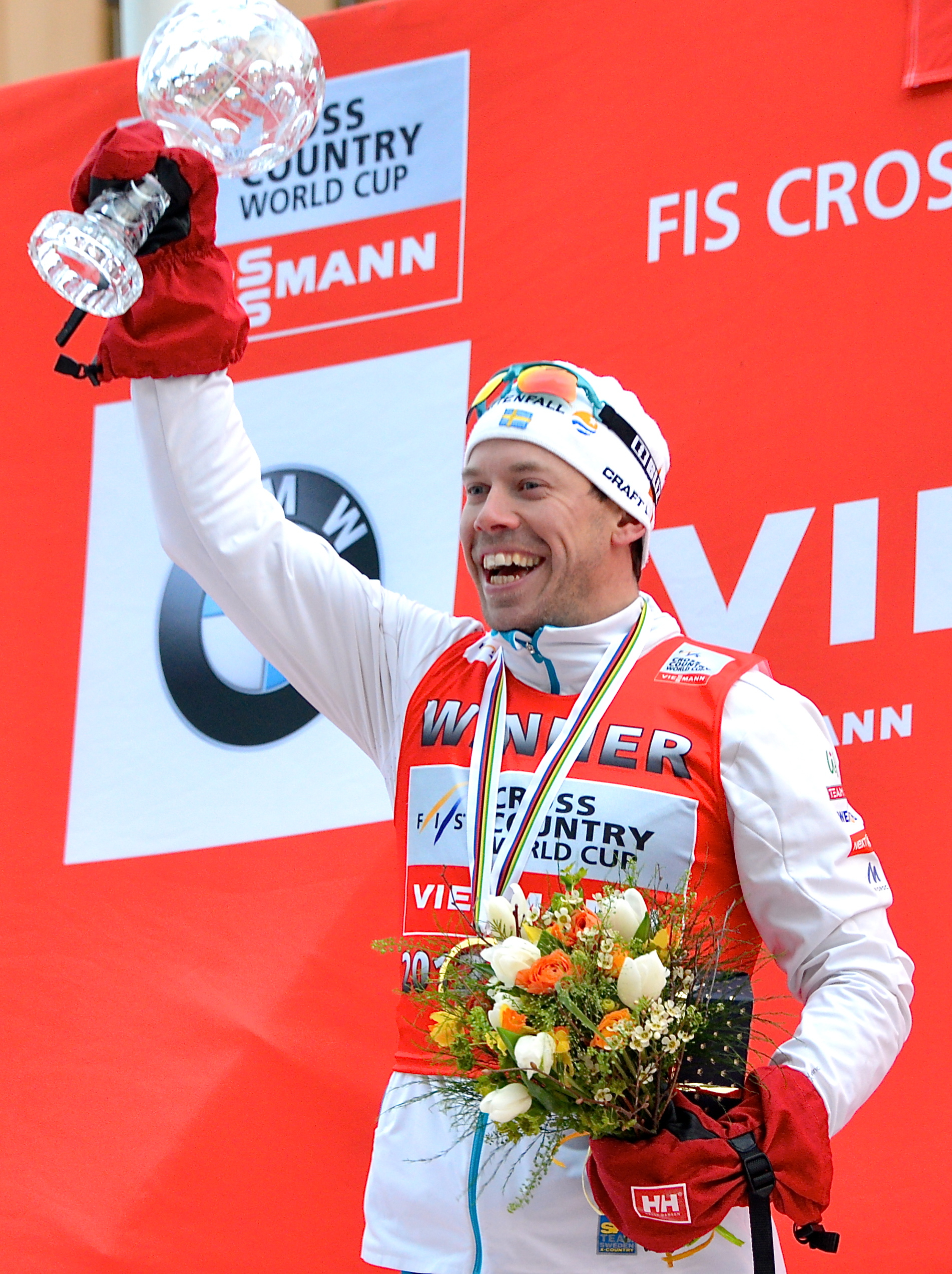
Emil Jönsson – zwycięzca klasyfikacji sprintu
Reprezentacja Rosji – zwycięzca klasyfikacji Pucharu Narodów

## Kalendarz i wyniki

### Kobiety
| Lp.                                                                                          | Miejscowość                                 | Dystans                                     | Data                                        | Szczegóły | 1. miejsce                                                                      | 2. miejsce                                                                             | 3. miejsce                                                                                   |
| -------------------------------------------------------------------------------------------- | ------------------------------------------- | ------------------------------------------- | ------------------------------------------- | --------- | ------------------------------------------------------------------------------- | -------------------------------------------------------------------------------------- | -------------------------------------------------------------------------------------------- |
| 1.                                                                                           | Gällivare                                   | 10 km s. dowolnym                           | 24 listopada 2012                           | szczegóły | Marit Bjørgen                                                                   | Therese Johaug                                                                         | Kikkan Randall                                                                               |
| 2.                                                                                           | Gällivare                                   | Sztafeta 4×5 km                             | 25 listopada 2012                           | szczegóły | Norwegia I Vibeke Skofterud · Therese Johaug · Martine Ek Hagen · Marit Bjørgen | Szwecja I Ida Ingemarsdotter · Sofia Bleckur · Lisa Larsen · Charlotte Kalla           | Stany Zjednoczone Holly Brooks · Kikkan Randall · Elizabeth Stephen · Jessica Diggins        |
| Ruka Triple (30 listopada – 2 grudnia 2012)                                                  |                                             |                                             |                                             |           |                                                                                 |                                                                                        |                                                                                              |
|                                                                                              | Ruka                                        | Sprint s. klasycznym                        | 30 listopada 2012                           | szczegóły | Marit Bjørgen                                                                   | Jewgienija Szapowałowa                                                                 | Anastasija Docenko                                                                           |
|                                                                                              | Ruka                                        | 5 km s. dowolnym                            | 1 grudnia 2012                              | szczegóły | Marit Bjørgen                                                                   | Kikkan Randall                                                                         | Julija Czekalowa                                                                             |
|                                                                                              | Ruka                                        | 10 km s. klasycznym (bieg pościgowy)        | 2 grudnia 2012                              | szczegóły | Marit Bjørgen                                                                   | Therese Johaug                                                                         | Heidi Weng                                                                                   |
| 3.                                                                                           | Ruka Triple – klasyfikacja końcowa          | Ruka Triple – klasyfikacja końcowa          | Ruka Triple – klasyfikacja końcowa          | szczegóły | Marit Bjørgen                                                                   | Justyna Kowalczyk                                                                      | Heidi Weng                                                                                   |
| Zakończenie Ruka Triple                                                                      |                                             |                                             |                                             |           |                                                                                 |                                                                                        |                                                                                              |
| 4.                                                                                           | Quebec                                      | Sprint drużynowy s. dowolnym                | 7 grudnia 2012                              | szczegóły | Stany Zjednoczone I Jessica Diggins · Kikkan Randall                            | Niemcy Hanna Kolb · Denise Herrmann                                                    | Norwegia I Celine Brun-Lie · Maiken Caspersen Falla                                          |
| 5.                                                                                           | Quebec                                      | Sprint s. dowolnym                          | 8 grudnia 2012                              | szczegóły | Kikkan Randall                                                                  | Maiken Caspersen Falla                                                                 | Ida Ingemarsdotter                                                                           |
| 6.                                                                                           | Canmore                                     | 10 km s. klasycznym (start masowy)          | 13 grudnia 2012                             | szczegóły | Justyna Kowalczyk                                                               | Anne Kyllönen                                                                          | Maiken Caspersen Falla                                                                       |
| 7.                                                                                           | Canmore                                     | Sprint s. dowolnym                          | 15 grudnia 2012                             | szczegóły | Maiken Caspersen Falla                                                          | Kikkan Randall                                                                         | Celine Brun-Lie                                                                              |
| 8.                                                                                           | Canmore                                     | 15 km bieg łączony                          | 16 grudnia 2012                             | szczegóły | Justyna Kowalczyk                                                               | Anne Kyllönen                                                                          | Vibeke Skofterud                                                                             |
| Tour de Ski (29 grudnia 2012 – 6 stycznia 2013)                                              |                                             |                                             |                                             |           |                                                                                 |                                                                                        |                                                                                              |
|                                                                                              | Oberhof                                     | 3,1 km s. dowolnym (prolog)                 | 29 grudnia 2012                             | szczegóły | Kikkan Randall                                                                  | Charlotte Kalla                                                                        | Justyna Kowalczyk                                                                            |
|                                                                                              | Oberhof                                     | 9 km s. klasycznym (bieg pościgowy)         | 30 grudnia 2012                             | szczegóły | Justyna Kowalczyk                                                               | Therese Johaug                                                                         | Anne Kyllönen                                                                                |
|                                                                                              | Val Müstair                                 | Sprint s. dowolnym                          | 1 stycznia 2013                             | szczegóły | Kikkan Randall                                                                  | Ingvild Flugstad Østberg                                                               | Heidi Weng                                                                                   |
|                                                                                              | Toblach                                     | 15 km s. dowolnym (bieg pościgowy)          | 3 stycznia 2013                             | szczegóły | Justyna Kowalczyk                                                               | Charlotte Kalla                                                                        | Therese Johaug                                                                               |
|                                                                                              | Toblach                                     | 3,3 km s. klasycznym                        | 4 stycznia 2013                             | szczegóły | Justyna Kowalczyk                                                               | Krista Lähteenmäki                                                                     | Astrid Jacobsen                                                                              |
|                                                                                              | Val di Fiemme                               | 10 km s. klasycznym (start masowy)          | 5 stycznia 2013                             | szczegóły | Justyna Kowalczyk                                                               | Kristin Størmer Steira                                                                 | Krista Lähteenmäki                                                                           |
|                                                                                              | Val di Fiemme                               | 9 km s. dowolnym (bieg pościgowy)           | 6 stycznia 2013                             | szczegóły | Therese Johaug                                                                  | Elizabeth Stephen                                                                      | Heidi Weng                                                                                   |
| 9.                                                                                           | Tour de Ski – klasyfikacja końcowa          | Tour de Ski – klasyfikacja końcowa          | Tour de Ski – klasyfikacja końcowa          | szczegóły | Justyna Kowalczyk                                                               | Therese Johaug                                                                         | Kristin Størmer Steira                                                                       |
| Zakończenie Tour de Ski                                                                      |                                             |                                             |                                             |           |                                                                                 |                                                                                        |                                                                                              |
| 10.                                                                                          | Liberec                                     | Sprint s. klasycznym                        | 12 stycznia 2013                            | szczegóły | Mona-Liisa Malvalehto                                                           | Justyna Kowalczyk                                                                      | Maiken Caspersen Falla                                                                       |
| 11.                                                                                          | Liberec                                     | Sprint drużynowy s. dowolnym                | 13 stycznia 2013                            | szczegóły | Norwegia I Ingvild Flugstad Østberg · Maiken Caspersen Falla                    | Szwecja I Stina Nilsson · Ida Ingemarsdotter                                           | Szwecja II Linn Sömskar · Magdalena Pajala                                                   |
| 12.                                                                                          | La Clusaz                                   | 10 km s. klasycznym (start masowy)          | 19 stycznia 2013                            | szczegóły | Marit Bjørgen                                                                   | Therese Johaug                                                                         | Justyna Kowalczyk                                                                            |
| 13.                                                                                          | La Clusaz                                   | Sztafeta 4×5 km                             | 20 stycznia 2013                            | szczegóły | Norwegia I Heidi Weng · Therese Johaug · Kristin Størmer Steira · Marit Bjørgen | Finlandia Anne Kyllönen · Aino-Kaisa Saarinen · Riitta-Liisa Roponen · Kerttu Niskanen | Norwegia II Vibeke Skofterud · Ingvild Flugstad Østberg · Martine Ek Hagen · Astrid Jacobsen |
| 14.                                                                                          | Krasnaja Polana                             | Sprint s. dowolnym                          | 1 lutego 2013                               | szczegóły | Kikkan Randall                                                                  | Aurore Jean                                                                            | Celine Brun-Lie                                                                              |
| 15.                                                                                          | Krasnaja Polana                             | 15 km bieg łączony                          | 2 lutego 2013                               | szczegóły | Kristin Størmer Steira                                                          | Julija Czekalowa                                                                       | Nicole Fessel                                                                                |
| 16.                                                                                          | Krasnaja Polana                             | Sprint drużynowy s. klasycznym              | 3 lutego 2013                               | szczegóły | Finlandia Mona-Liisa Malvalehto · Anne Kyllönen                                 | Rosja II Julija Iwanowa · Natalja Matwiejewa                                           | Kanada Perianne Jones · Daria Gaiazova                                                       |
| 17.                                                                                          | Davos                                       | Sprint s. klasycznym                        | 16 lutego 2013                              | szczegóły | Justyna Kowalczyk                                                               | Marit Bjørgen                                                                          | Anne Kyllönen                                                                                |
| 18.                                                                                          | Davos                                       | 10 km s. dowolnym                           | 17 lutego 2013                              | szczegóły | Therese Johaug                                                                  | Justyna Kowalczyk                                                                      | Kristin Størmer Steira                                                                       |
| Mistrzostwa Świata w Narciarstwie Klasycznym 2013 w Val di Fiemme (20 lutego – 3 marca 2013) |                                             |                                             |                                             |           |                                                                                 |                                                                                        |                                                                                              |
| 19.                                                                                          | Lahti                                       | Sprint s. dowolnym                          | 9 marca 2013                                | szczegóły | Kikkan Randall                                                                  | Marit Bjørgen                                                                          | Alena Procházková                                                                            |
| 20.                                                                                          | Lahti                                       | 10 km s. klasycznym                         | 10 marca 2013                               | szczegóły | Justyna Kowalczyk                                                               | Marit Bjørgen                                                                          | Heidi Weng                                                                                   |
| 21.                                                                                          | Drammen                                     | Sprint s. klasycznym                        | 13 marca 2013                               | szczegóły | Justyna Kowalczyk                                                               | Heidi Weng                                                                             | Ingvild Flugstad Østberg                                                                     |
| 22.                                                                                          | Oslo                                        | 30 km s. dowolnym (start masowy)            | 17 marca 2013                               | szczegóły | Therese Johaug                                                                  | Justyna Kowalczyk                                                                      | Julija Czekalowa                                                                             |
| Finał Pucharu Świata (20–24 marca 2013)                                                      |                                             |                                             |                                             |           |                                                                                 |                                                                                        |                                                                                              |
|                                                                                              | Sztokholm                                   | Sprint s. klasycznym                        | 20 marca 2013                               | szczegóły | Justyna Kowalczyk                                                               | Marit Bjørgen                                                                          | Kerttu Niskanen                                                                              |
|                                                                                              | Falun                                       | 2,5 km s. dowolnym (prolog)                 | 22 marca 2013                               | szczegóły | Marit Bjørgen                                                                   | Charlotte Kalla                                                                        | Kikkan Randall                                                                               |
|                                                                                              | Falun                                       | 10 km s. klasycznym (start masowy)          | 23 marca 2013                               | szczegóły | Marit Bjørgen                                                                   | Therese Johaug                                                                         | Heidi Weng                                                                                   |
|                                                                                              | Falun                                       | 10 km s. dowolnym (bieg pościgowy)          | 24 marca 2013                               | szczegóły | Therese Johaug                                                                  | Kikkan Randall                                                                         | Charlotte Kalla                                                                              |
| 23.                                                                                          | Finał Pucharu Świata – klasyfikacja końcowa | Finał Pucharu Świata – klasyfikacja końcowa | Finał Pucharu Świata – klasyfikacja końcowa | szczegóły | Marit Bjørgen                                                                   | Therese Johaug                                                                         | Charlotte Kalla                                                                              |
| Zakończenie Finału Pucharu Świata                                                            |                                             |                                             |                                             |           |                                                                                 |                                                                                        |                                                                                              |
| Zakończenie Sezonu 2012/2013                                                                 |                                             |                                             |                                             |           |                                                                                 |                                                                                        |                                                                                              |

### Mężczyźni
| Lp.                                                                                          | Miejscowość                                 | Dystans                                     | Data                                        | Szczegóły | 1. miejsce                                                                      | 2. miejsce                                                                     | 3. miejsce                                                                        |
| -------------------------------------------------------------------------------------------- | ------------------------------------------- | ------------------------------------------- | ------------------------------------------- | --------- | ------------------------------------------------------------------------------- | ------------------------------------------------------------------------------ | --------------------------------------------------------------------------------- |
| 1.                                                                                           | Gällivare                                   | 15 km s. dowolnym                           | 24 listopada 2012                           | szczegóły | Martin Johnsrud Sundby                                                          | Aleksiej Połtoranin                                                            | Marcus Hellner                                                                    |
| 2.                                                                                           | Gällivare                                   | Sztafeta 4×7,5 km                           | 25 listopada 2012                           | szczegóły | Norwegia I Eldar Rønning · Martin Johnsrud Sundby · Sjur Røthe · Petter Northug | Szwecja I Emil Jönsson · Johan Olsson · Daniel Richardsson · Marcus Hellner    | Rosja I Jewgienij Biełow · Maksim Wylegżanin · Aleksandr Legkow · Ilja Czernousow |
| Ruka Triple (30 listopada – 2 grudnia 2012)                                                  |                                             |                                             |                                             |           |                                                                                 |                                                                                |                                                                                   |
|                                                                                              | Ruka                                        | Sprint s. klasycznym                        | 30 listopada 2012                           | szczegóły | Nikita Kriukow                                                                  | Petter Northug                                                                 | Eirik Brandsdal                                                                   |
|                                                                                              | Ruka                                        | 10 km s. dowolnym                           | 1 grudnia 2012                              | szczegóły | Aleksandr Legkow                                                                | Petter Northug                                                                 | Maurice Manificat                                                                 |
|                                                                                              | Ruka                                        | 15 km s. klasycznym (bieg pościgowy)        | 2 grudnia 2012                              | szczegóły | Maksim Wylegżanin                                                               | Dario Cologna                                                                  | Martin Johnsrud Sundby                                                            |
| 3.                                                                                           | Ruka Triple – klasyfikacja końcowa          | Ruka Triple – klasyfikacja końcowa          | Ruka Triple – klasyfikacja końcowa          | szczegóły | Petter Northug                                                                  | Maksim Wylegżanin                                                              | Aleksiej Połtoranin                                                               |
| Zakończenie Ruka Triple                                                                      |                                             |                                             |                                             |           |                                                                                 |                                                                                |                                                                                   |
| 4.                                                                                           | Quebec                                      | Sprint drużynowy s. dowolnym                | 7 grudnia 2012                              | szczegóły | Kazachstan I Dienis Wołotka · Nikołaj Czebot´ko                                 | Rosja I Nikita Kriukow · Aleksiej Pietuchow                                    | Norwegia I Anders Gløersen · Eirik Brandsdal                                      |
| 5.                                                                                           | Quebec                                      | Sprint s. dowolnym                          | 8 grudnia 2012                              | szczegóły | Emil Jönsson                                                                    | Teodor Peterson                                                                | Aleksiej Pietuchow                                                                |
| 6.                                                                                           | Canmore                                     | 15 km s. klasycznym (start masowy)          | 13 grudnia 2012                             | szczegóły | Tim Tscharnke                                                                   | Sjur Røthe                                                                     | Tobias Angerer                                                                    |
| 7.                                                                                           | Canmore                                     | Sprint s. dowolnym                          | 15 grudnia 2012                             | szczegóły | Emil Jönsson                                                                    | Anders Gløersen                                                                | Nikita Kriukow                                                                    |
| 8.                                                                                           | Canmore                                     | 30 km bieg łączony                          | 16 grudnia 2012                             | szczegóły | Maurice Manificat                                                               | Roland Clara                                                                   | Sjur Røthe                                                                        |
| Tour de Ski (29 grudnia 2012 – 6 stycznia 2013)                                              |                                             |                                             |                                             |           |                                                                                 |                                                                                |                                                                                   |
|                                                                                              | Oberhof                                     | 4 km s. dowolnym (prolog)                   | 29 grudnia 2012                             | szczegóły | Petter Northug                                                                  | Marcus Hellner                                                                 | Aleksandr Legkow                                                                  |
|                                                                                              | Oberhof                                     | 15 km s. klasycznym (bieg pościgowy)        | 30 grudnia 2012                             | szczegóły | Maksim Wylegżanin                                                               | Aleksandr Legkow                                                               | Petter Northug                                                                    |
|                                                                                              | Val Müstair                                 | Sprint s. dowolnym                          | 1 stycznia 2013                             | szczegóły | Finn Hågen Krogh                                                                | Federico Pellegrino                                                            | Len Väljas                                                                        |
|                                                                                              | Cortina d’Ampezzo – Toblach                 | 35 km s. dowolnym (bieg pościgowy)          | 3 stycznia 2013                             | szczegóły | Petter Northug                                                                  | Aleksandr Legkow                                                               | Dario Cologna                                                                     |
|                                                                                              | Toblach                                     | 5 km s. klasycznym                          | 4 stycznia 2013                             | szczegóły | Aleksiej Połtoranin                                                             | Petter Northug                                                                 | Dario Cologna                                                                     |
|                                                                                              | Val di Fiemme                               | 15 km s. klasycznym (start masowy)          | 5 stycznia 2013                             | szczegóły | Aleksiej Połtoranin                                                             | Len Väljas                                                                     | Alex Harvey                                                                       |
|                                                                                              | Val di Fiemme                               | 9 km s. dowolnym (bieg pościgowy)           | 6 stycznia 2013                             | szczegóły | Marcus Hellner                                                                  | Ivan Babikov                                                                   | Roland Clara                                                                      |
| 9.                                                                                           | Tour de Ski – klasyfikacja końcowa          | Tour de Ski – klasyfikacja końcowa          | Tour de Ski – klasyfikacja końcowa          | szczegóły | Aleksandr Legkow                                                                | Dario Cologna                                                                  | Maksim Wylegżanin                                                                 |
| Zakończenie Tour de Ski                                                                      |                                             |                                             |                                             |           |                                                                                 |                                                                                |                                                                                   |
| 10.                                                                                          | Liberec                                     | Sprint s. klasycznym                        | 12 stycznia 2013                            | szczegóły | Teodor Peterson                                                                 | Emil Jönsson                                                                   | Pål Golberg                                                                       |
| 11.                                                                                          | Liberec                                     | Sprint drużynowy s. dowolnym                | 13 stycznia 2013                            | szczegóły | Rosja II Michaił Diewiatjarow · Nikołaj Moriłow                                 | Norwegia I Eirik Brandsdal · Pål Golberg                                       | Rosja I Aleksiej Pietuchow · Nikita Kriukow                                       |
| 12.                                                                                          | La Clusaz                                   | 15 km s. klasycznym (start masowy)          | 19 stycznia 2013                            | szczegóły | Aleksiej Połtoranin                                                             | Aleksandr Biessmiertnych                                                       | Dario Cologna                                                                     |
| 13.                                                                                          | La Clusaz                                   | Sztafeta 4×7,5 km                           | 20 stycznia 2013                            | szczegóły | Norwegia Eldar Rønning · Didrik Tønseth · Martin Johnsrud Sundby · Sjur Røthe   | Szwecja Daniel Richardsson · Johan Olsson · Calle Halfvarsson · Marcus Hellner | Czechy Jiří Magál · Lukáš Bauer · Aleš Razým · Martin Jakš                        |
| 14.                                                                                          | Krasnaja Polana                             | Sprint s. dowolnym                          | 1 lutego 2013                               | szczegóły | Petter Northug                                                                  | Dario Cologna                                                                  | David Hofer                                                                       |
| 15.                                                                                          | Krasnaja Polana                             | 30 km bieg łączony                          | 2 lutego 2013                               | szczegóły | Dario Cologna                                                                   | Ilja Czernousow                                                                | Aleksandr Legkow                                                                  |
| 16.                                                                                          | Krasnaja Polana                             | Sprint drużynowy s. klasycznym              | 3 lutego 2013                               | szczegóły | Rosja I Dmitrij Japarow · Maksim Wylegżanin                                     | Szwecja I Teodor Peterson · Emil Jönsson                                       | Niemcy I Axel Teichmann · Tobias Angerer                                          |
| 17.                                                                                          | Davos                                       | Sprint s. klasycznym                        | 16 lutego 2013                              | szczegóły | Aleksiej Połtoranin                                                             | Dario Cologna                                                                  | Federico Pellegrino                                                               |
| 18.                                                                                          | Davos                                       | 15 km s. dowolnym                           | 17 lutego 2013                              | szczegóły | Johan Olsson                                                                    | Dario Cologna                                                                  | Aleksandr Legkow                                                                  |
| Mistrzostwa Świata w Narciarstwie Klasycznym 2013 w Val di Fiemme (20 lutego – 3 marca 2013) |                                             |                                             |                                             |           |                                                                                 |                                                                                |                                                                                   |
| 19.                                                                                          | Lahti                                       | Sprint s. dowolnym                          | 9 marca 2013                                | szczegóły | Emil Jönsson                                                                    | Ola Vigen Hattestad                                                            | Finn Hågen Krogh                                                                  |
| 20.                                                                                          | Lahti                                       | 15 km s. klasycznym                         | 10 marca 2013                               | szczegóły | Petter Northug                                                                  | Aleksiej Połtoranin                                                            | Martin Johnsrud Sundby                                                            |
| 21.                                                                                          | Drammen                                     | Sprint s. klasycznym                        | 13 marca 2013                               | szczegóły | Petter Northug                                                                  | Aleksiej Połtoranin                                                            | Nikita Kriukow                                                                    |
| 22.                                                                                          | Oslo                                        | 50 km s. dowolnym (start masowy)            | 16 marca 2013                               | szczegóły | Aleksandr Legkow                                                                | Martin Johnsrud Sundby                                                         | Ilja Czernousow                                                                   |
| Finał Pucharu Świata (20–24 marca 2013)                                                      |                                             |                                             |                                             |           |                                                                                 |                                                                                |                                                                                   |
|                                                                                              | Sztokholm                                   | Sprint s. klasycznym                        | 20 marca 2013                               | szczegóły | Petter Northug                                                                  | Eirik Brandsdal                                                                | Nikita Kriukow                                                                    |
|                                                                                              | Falun                                       | 2,5 km s. dowolnym (prolog)                 | 22 marca 2013                               | szczegóły | Petter Northug                                                                  | Pål Golberg                                                                    | Anders Gløersen                                                                   |
|                                                                                              | Falun                                       | 15 km s. klasycznym (start masowy)          | 23 marca 2013                               | szczegóły | Eldar Rønning                                                                   | Maksim Wylegżanin                                                              | Martin Johnsrud Sundby                                                            |
|                                                                                              | Falun                                       | 15 km s. dowolnym (bieg pościgowy)          | 24 marca 2013                               | szczegóły | Finn Hågen Krogh                                                                | Martin Johnsrud Sundby                                                         | Aleksandr Legkow                                                                  |
| 23.                                                                                          | Finał Pucharu Świata – klasyfikacja końcowa | Finał Pucharu Świata – klasyfikacja końcowa | Finał Pucharu Świata – klasyfikacja końcowa | szczegóły | Petter Northug                                                                  | Finn Hågen Krogh                                                               | Martin Johnsrud Sundby                                                            |
| Zakończenie Finału Pucharu Świata                                                            |                                             |                                             |                                             |           |                                                                                 |                                                                                |                                                                                   |
| Zakończenie Sezonu 2012/2013                                                                 |                                             |                                             |                                             |           |                                                                                 |                                                                                |                                                                                   |

## Klasyfikacje

### Kobiety
| Lp.  | Zawodniczka            | Punkty |
| ---- | ---------------------- | ------ |
| 1.   | Justyna Kowalczyk      | 2017   |
| 2.   | Therese Johaug         | 1503   |
| 3.   | Kikkan Randall         | 1190   |
| 4.   | Marit Bjørgen          | 1148   |
| 5.   | Heidi Weng             | 1085   |
| 6.   | Kristin Størmer Steira | 1018   |
| 7.   | Anne Kyllönen          | 987    |
| 8.   | Charlotte Kalla        | 845    |
| 9.   | Astrid Jacobsen        | 778    |
| 10.  | Krista Lähteenmäki     | 736    |
| ...  |                        |        |
| 109. | Paulina Maciuszek      | 7      |

| Lp. | Zawodniczka            | Punkty |
| --- | ---------------------- | ------ |
| 1.  | Justyna Kowalczyk      | 1027   |
| 2.  | Therese Johaug         | 874    |
| 3.  | Kristin Størmer Steira | 665    |
| 4.  | Heidi Weng             | 526    |
| 5.  | Anne Kyllönen          | 499    |
| 6.  | Marit Bjørgen          | 492    |
| 7.  | Charlotte Kalla        | 456    |
| 8.  | Astrid Jacobsen        | 441    |
| 9.  | Julija Czekalowa       | 430    |
| 10. | Kikkan Randall         | 398    |
| ... |                        |        |
| 78. | Paulina Maciuszek      | 7      |

| Lp. | Zawodniczka              | Punkty |
| --- | ------------------------ | ------ |
| 1.  | Kikkan Randall           | 542    |
| 2.  | Justyna Kowalczyk        | 430    |
| 3.  | Ingvild Flugstad Østberg | 294    |
| 4.  | Maiken Caspersen Falla   | 283    |
| 5.  | Anne Kyllönen            | 260    |
| 6.  | Celine Brun-Lie          | 258    |
| 7.  | Marit Bjørgen            | 256    |
| 8.  | Mona-Liisa Malvalehto    | 244    |
| 9.  | Aurore Jean              | 213    |
| 9.  | Ida Ingemarsdotter       | 213    |

### Mężczyźni
| Lp.  | Zawodnik               | Punkty |
| ---- | ---------------------- | ------ |
| 1.   | Petter Northug         | 1561   |
| 2.   | Aleksandr Legkow       | 1381   |
| 3.   | Dario Cologna          | 1364   |
| 4.   | Aleksiej Połtoranin    | 995    |
| 5.   | Maksim Wylegżanin      | 935    |
| 6.   | Ilja Czernousow        | 845    |
| 7.   | Emil Jönsson           | 735    |
| 8.   | Martin Johnsrud Sundby | 672    |
| 9.   | Marcus Hellner         | 630    |
| 10.  | Finn Hågen Krogh       | 545    |
| ...  |                        |        |
| 122. | Maciej Kreczmer        | 18     |
| 133. | Maciej Staręga         | 15     |

| Lp. | Zawodnik               | Punkty |
| --- | ---------------------- | ------ |
| 1.  | Aleksandr Legkow       | 793    |
| 2.  | Dario Cologna          | 644    |
| 3.  | Petter Northug         | 632    |
| 4.  | Aleksiej Połtoranin    | 521    |
| 5.  | Ilja Czernousow        | 508    |
| 6.  | Martin Johnsrud Sundby | 469    |
| 7.  | Maksim Wylegżanin      | 437    |
| 8.  | Sjur Røthe             | 390    |
| 9.  | Tobias Angerer         | 368    |
| 10. | Roland Clara           | 361    |
| ... |                        |        |
| 78. | Maciej Kreczmer        | 18     |

| Lp. | Zawodnik            | Punkty |
| --- | ------------------- | ------ |
| 1.  | Emil Jönsson        | 498    |
| 2.  | Petter Northug      | 329    |
| 3.  | Nikita Kriukow      | 316    |
| 4.  | Teodor Peterson     | 274    |
| 5.  | Andrew Newell       | 264    |
| 6.  | Aleksiej Połtoranin | 258    |
| 7.  | Eirik Brandsdal     | 240    |
| 8.  | Len Väljas          | 214    |
| 9.  | Dario Cologna       | 210    |
| 10. | Nikołaj Czebot´ko   | 183    |
| ... |                     |        |
| 79. | Maciej Staręga      | 15     |

### Puchar Narodów
| Lp. | Państwo           | Punkty |
| --- | ----------------- | ------ |
| 1.  | Norwegia          | 8054   |
| 2.  | Finlandia         | 4139   |
| 3.  | Rosja             | 2777   |
| 4.  | Szwecja           | 2769   |
| 5.  | Stany Zjednoczone | 2708   |
| 6.  | Polska            | 2104   |
| 7.  | Niemcy            | 1988   |
| 8.  | Francja           | 903    |
| 9.  | Włochy            | 641    |
| 10. | Kanada            | 453    |

| Lp. | Państwo    | Punkty |
| --- | ---------- | ------ |
| 1.  | Rosja      | 6353   |
| 2.  | Norwegia   | 6154   |
| 3.  | Szwecja    | 3583   |
| 4.  | Szwajcaria | 2197   |
| 5.  | Włochy     | 2023   |
| 6.  | Niemcy     | 1881   |
| 7.  | Kazachstan | 1645   |
| 8.  | Kanada     | 1494   |
| 9.  | Czechy     | 909    |
| 10. | Francja    | 895    |
| ... |            |        |
| 17. | Polska     | 78     |

| Lp. | Państwo           | Punkty |
| --- | ----------------- | ------ |
| 1.  | Norwegia          | 14208  |
| 2.  | Rosja             | 9130   |
| 3.  | Szwecja           | 6352   |
| 4.  | Finlandia         | 4841   |
| 5.  | Niemcy            | 3869   |
| 6.  | Stany Zjednoczone | 3482   |
| 7.  | Włochy            | 2664   |
| 8.  | Szwajcaria        | 2449   |
| 9.  | Polska            | 2182   |
| 10. | Kanada            | 1947   |

## Wyniki Polaków

### Kobiety Kadra A
| Zawodniczka          | Gällivare 24.11 | Ruka 30.11 | Ruka 1.12 | Ruka 2.12 | Ruka Triple 25-27.11 | Quebec 8.12 | Canmore 13.12 | Canmore 15.12 | Canmore 16.12 | Oberhof 29.12 | Oberhof 30.12 | Münstertal 1.01 | Tobalch 3.01 | Tobalch 4.01 | Val di Fiemme 5.01 | Val di Fiemme 6.01 | TdS | Liberec 12.01 | Clusaz 19.01 | Soczi 1.02 | Soczi 2.02 | Davos 16.02 | Davos 17.02 | Val di Fiemme 21.02 MŚ (SP C) | Val di Fiemme 23.02 MŚ (2x7,5 km) | Val di Fiemme 26.02 MŚ (10 km F) | Val di Fiemme 2.03 MŚ (30 km C) | Lahti 9.03 | Lahti 10.03 | Drammen 13.03 | Oslo 17.03 | Sztokholm 20.03 | Falun 22.03 | Falun 23.03 | Finał PŚ 16-20.03 |
| Justyna Kowalczyk    | 27              | 7          | 11        | 4         | 2                    | –           | 1             | 21            | 1             | 3             | 1             | 7               | 1            | 1            | 1                  | 7                  | 1   | 2             | 3            | 43         | DNF        | 1           | 2           | 6                             | 5                                 | –                                | 2                               | 10         | 1           | 1             | 2          | 1               | 5           | 4           | –                 |
| Paulina Maciuszek    | 54              | 83         | 31        | 59        | 54                   | –           | 49            | 45            | 27            | 67            | 67            | 46              | 47           | 32           | 46                 | 28                 | 40  | –             | –            | –          | –          | –           | –           | 56                            | 28                                | 34                               | –                               | –          | –           | –             | –          | –               | –           | –           | –                 |
| Kornelia Kubińska    | –               | 77         | 50        | 48        | 52                   | –           | –             | –             | –             | 53            | 57            | 55              | 40           | 36           | 40                 | 41                 | 37  | –             | –            | –          | –          | –           | –           | 54                            | 23                                | 37                               | 23                              | –          | –           | –             | –          | –               | –           | –           | –                 |
| Sylwia Jaśkowiec     | 44              | 71         | 34        | –         | –                    | –           | –             | –             | –             | –             | –             | –               | –            | –            | –                  | –                  | –   | –             | –            | –          | –          | –           | –           | –                             | –                                 | 48                               | –                               | –          | –           | –             | –          | –               | –           | –           | –                 |
| Agnieszka Szymańczak | –               | –          | –         | –         | –                    | –           | –             | –             | –             | –             | –             | –               | –            | –            | –                  | –                  | –   | 49            | –            | –          | –          | –           | –           | 40                            | 27                                | 36                               | –                               | –          | –           | –             | –          | –               | –           | –           | –                 |
| Ewelina Marcisz      | –               | –          | –         | –         | –                    | –           | –             | –             | –             | –             | –             | –               | –            | –            | –                  | –                  | –   | 55            | –            | –          | –          | –           | –           | –                             | –                                 | –                                | –                               | –          | –           | –             | –          | –               | –           | –           | –                 |

### Mężczyźni kadra A
| Zawodnik          | Gällivare 24.11 | Ruka 30.11 | Ruka 1.12 | Ruka 2.12 | Ruka Triple 25-27.11 | Quebec 8.12 | Canmore 13.12 | Canmore 15.12 | Canmore 16.12 | Oberhof 29.12 | Oberhof 30.12 | Münstertal 1.01 | Tobalch 3.01 | Tobalch 4.01 | Val di Fiemme 5.01 | Val di Fiemme 6.01 | TdS | Liberec 12.01 | Clusaz 19.01 | Soczi 1.02 | Soczi 2.02 | Davos 16.02 | Davos 17.02 | Val di Fiemme 21.02 MŚ (SP C) | Val di Fiemme 23.02 MŚ (2x15 km) | Val di Fiemme 27.02 MŚ (15 km F) | Val di Fiemme 3.03 MŚ (50 km C) | Lahti 9.03 | Lahti 10.03 | Drammen 13.03 | Oslo 17.03 | Sztokholm 20.03 | Falun 22.03 | Falun 23.03 | Finał PŚ 16-20.03 |
| Maciej Kreczmer   | 74              | 65         | 44        | 51        | 49                   | –           | 32            | 45            | 31            | 46            | 40            | 35              | 55           | 27           | 50                 | 47                 | 51  | 38            | 58           | 69         | –          | 70          | –           | 32                            | –                                | 36                               | –                               | 76         | 21          | 61            | 27         | –               | –           | –           | –                 |
| Maciej Staręga    | 83              | 68         | 94        | –         | –                    | 22          | –             | 35            | –             | 93            | 85            | 25              | –            | –            | –                  | –                  | –   | –             | –            | 46         | –          | –           | –           | 41                            | –                                | 57                               | –                               | –          | –           | –             | –          | –               | –           | –           | –                 |
| Sebastian Gazurek | –               | –          | –         | –         | –                    | –           | –             | –             | –             | –             | –             | –               | –            | –            | –                  | –                  | –   | 59            | –            | –          | –          | –           | –           | 60                            | –                                | 73                               | –                               | –          | –           | –             | –          | –               | –           | –           | –                 |
| Jan Antolec       | –               | –          | –         | –         | –                    | –           | –             | –             | –             | –             | –             | –               | –            | –            | –                  | –                  | –   | –             | –            | –          | –          | –           | –           | –                             | –                                | 82                               | –                               | –          | –           | –             | –          | –               | –           | –           | –                 |
| Paweł Klisz       | –               | –          | –         | –         | –                    | –           | –             | –             | –             | –             | –             | –               | –            | –            | –                  | –                  | –   | –             | –            | –          | –          | –           | –           | –                             | –                                | –                                | –                               | –          | –           | –             | –          | –               | –           | –           | –                 |

### Mężczyźni kadra młodzieżowa
| Zawodnik     | Gällivare 24.11 | Ruka 30.11 | Ruka 1.12 | Ruka 2.12 | Ruka Triple 25-27.11 | Quebec 8.12 | Canmore 13.12 | Canmore 15.12 | Canmore 16.12 | Oberhof 29.12 | Oberhof 30.12 | Münstertal 1.01 | Tobalch 3.01 | Tobalch 4.01 | Val di Fiemme 5.01 | Val di Fiemme 6.01 | TdS | Liberec 12.01 | Clusaz 19.01 | Soczi 1.02 | Soczi 2.02 | Davos 16.02 | Davos 17.02 | Val di Fiemme 21.02 MŚ (SP C) | Val di Fiemme 23.02 MŚ (2x15 km) | Val di Fiemme 27.02 MŚ (15 km F) | Val di Fiemme 3.03 MŚ (50 km C) | Lahti 9.03 | Lahti 10.03 | Drammen 13.03 | Oslo 17.03 | Sztokholm 20.03 | Falun 22.03 | Falun 23.03 | Finał PŚ 16-20.03 |
| Konrad Motor | –               | –          | –         | –         | –                    | –           | –             | –             | –             | –             | –             | –               | –            | –            | –                  | –                  | –   | –             | –            | –          | –          | –           | –           | –                             | –                                | –                                | –                               | 61         | 73          | –             | –          | –               | –           | –           | –                 |